# Hannes Salat
Pour les articles homonymes, voir Salat.
Hannes Salat, de son vrai nom Johannes Salat (né en 1969 à Vienne) est un chef décorateur autrichien.

## Biographie
Hannes Salat va à l'école de mode de Vienne, dont il obtient un diplôme en 1990. Il se spécialise dans le travail du cuir et les sacs à main et travaille d'abord comme designer. Il fait aussi des objets lumineux puis la conception visuelle de divers événements. Il change alors de métier. Son premier film est Kino im Kopf (1996) du réalisateur Michael Glawogger, où il travaille comme assistant de production. Par la suite, il est souvent accessoiriste. Il reçoit sa première commande de décorateur pour le film Plus clair que la lune (2000) du réalisateur Virgil Widrich. De 1998 à 2006, Salat collabore avec Alexandra Maringer. En plus de son travail de décorateur pour de nombreuses productions cinématographiques et télévisuelles ainsi que pour la publicité, Hannes Salat travaille aussi pour la théâtre. Depuis 2014, il enseigne à l'académie du cinéma de Vienne et est membre de l'académie du cinéma autrichien.
Le nom du personnage Hannes Salat dans la série Braunschlag interprété par Erol Nowak est un hommage.

## Filmographie
Cinéma
- 1996 : Kino im Kopf
- 1999 : Banlieue nord
- 2000 : Komm, süßer Tod
- 2000 : Der Überfall
- 2000 : Plus clair que la lune
- 2001 : La Pianiste
- 2002 : Blue Moon
- 2003 : Kaltfront
- 2004 : Fils de pute
- 2004 : Silentium
- 2005 : Ainoa
- 2009 : Initiation
- 2011 : Wie man leben soll
- 2014 : Der letzte Sommer der Reichen
- 2014 : Goodnight Mommy
- 2016 : Stille Reserven
- 2018 : Party Hard Die Young

Télévision
- 2004 : Die Heilerin
- 2006 : 8 x 45 (3 épisodes)
- 2007 : Die 4 da (6 épisodes)
- 2007 : Tatort: Tödliche Habgier
- 2007–2008 : Dorfers Donnerstalk (13 épisodes)
- 2007–2008 : SOKO Donau (9 épisodes)
- 2008 : Die Heilerin 2
- 2010 : Sang chaud et chambre froide
- 2010 : Die Mutprobe
- 2011 : Tatort: Ausgelöscht
- 2012 : Braunschlag (8 épisodes)
- 2013–2014 : CopStories (15 épisodes)
- 2015 : Altes Geld (8 épisodes)
- 2016 : Landkrimi: Höhenstrasse
- 2019 : M – Eine Stadt sucht einen Mörder (série télévisée)

## Récompenses
- Prix du cinéma autrichien 2016 : meilleur décor pour Goodnight Mommy
- Prix du cinéma autrichien 2017 : meilleur décor pour Stille Reserven